# Терех, Кондрат Зигмундович
Кондрат Зигмундович Терех (род. 26 ноября 1935 года, д. Ольковичи (Минская область) Вилейского района  БССР) — советский государственный деятель, последний Министр торговли СССР (1986—91 гг.).
Член КПСС с 1958 года. Депутат Верховного Совета СССР (1987—89 гг.).

## Биография
Родился в бедной крестьянской семье. Окончил с отличием Барановичскую торгово-кооперативную школу (1952 г.) и  Белорусский государственный институт народного хозяйства имени В. В. Куйбышева (заочно; 1966 г.). Работал старшим бухгалтером в сельпо (1952—54 гг.). Служил в ВМФ (1954—58 гг.).
В 1959—63 гг. — директор Вилейского горпищеторга, в 1963—65 гг. — директор Молодечненского горпищеторга.
В 1965—67 гг. заместитель председателя правления Минского облпотребсоюза.
В 1967—70 гг. начальник управления торговли Минского облисполкома.
В 1970—77 гг. — первый заместитель председателя правления Белкоопсоюза, в 1977—84 гг. —  председатель правления Белкоопсоюза.
В 1984—86 гг. — заместитель Председателя Совета Министров БССР (курировал торговлю и бытовое обслуживание). Возглавлял Комиссию ЦК КПБ и Совета Министров БССР по производству товаров народного потребления.
С 26 декабря 1986 года — Министр торговли СССР, был выдвинут на пост по инициативе Н. И. Рыжкова. Отправлен в отставку 26 ноября 1991 года.
После работал в бизнесе. В настоящее время президент ЗАО «Внешнеэкономическая ассоциация» (с 1992 г.).
Живёт в Москве. Жена — Людмила Иосифовна, дети — дочь Оксана и сын Владимир.

## Награды
- орден Трудового Красного Знамени;
- орден Дружбы народов (1980);
- орден «Знак Почёта»;
- Почётная грамота Совета Министров Республики Беларусь (22 ноября 2000) — за многолетнюю плодотворную работу, активное участие в государственном руководстве, а также большой личный вклад в развитие торговли и потребительской кооперации Республики Беларусь на протяжении 1959-1986 годов[1].